# Quiina maguirei
Quiina maguirei är en tvåhjärtbladig växtart som beskrevs av João Murça Pires. Quiina maguirei ingår i släktet Quiina och familjen Ochnaceae. Inga underarter finns listade i Catalogue of Life.